# Eragrostis leptotricha
Eragrostis leptotricha là một loài thực vật có hoa trong họ Hòa thảo. Loài này được Cope mô tả khoa học đầu tiên năm 1998.